# NGC 2521
NGC 2521 је елиптична галаксија у сазвежђу Рис која се налази на NGC листи објеката дубоког неба.
Деклинација објекта је + 57° 46' 11" а ректасцензија 8h 8m 49,4s. Привидна величина (магнитуда) објекта NGC 2521 износи 13,1 а фотографска магнитуда 14,1. NGC 2521 је још познат и под ознакама UGC 4235, MCG 10-12-77, CGCG 287-42, VV 632, 7ZW 212, PGC 22866.